# Білан Олександр Миколайович
Олекса́ндр Микола́йович Біла́н (нар. 13 лютого 1979, м. Конотоп, Сумська область, Україна — пом. 23 березня 2022) — учасник російсько-української війни, головний сержант-медик 13-го мотопіхотного батальйону 58-ї окремої мотопіхотної бригади імені гетьмана Івана Виговського, з'єднання Сухопутних військ Збройних сил України, ОК «Північ». Позивний «Док».

## Життєпис
Народився 13 лютого 1979 року в місті Конотоп Сумської області, проживав з батьками та молодшою сестрою.
У 1994 році закінчив 9 класів Конотопської загальноосвітньої школи І—ІІІ ступенів № 1 (Конотопський ліцей № 1) та вступив на фельдшерське відділення Конотопського медичного училища (Конотопський фаховий медичний коледж), який закінчив у 1998 році, та розпочав трудову діяльність у Конотопській райсанепідемстанції.
З 1998 по 2000 роки проходив строкову військову службу, після закінчення якої повернувся працювати до Конотопської райсанепідемстанції. Того ж року вступив на біологічний факультет Ніжинського державного університету ім. Миколи Гоголя (заочно).
У 2001 році підписав свій перший контракт із ЗСУ, військову службу розпочав у 92-му окремому колійному загоні санінструктором, згодом фельдшером аварійно-рятувального взводу.
З 2014 року у складі підрозділу перебував на Донбасі (Слов'янськ, Артемівськ, Дебальцеве, Зайцеве, Красногорівка). У 2015 році отримав посвідчення учасника бойових дій.
У 2018 році черговий контракт уже з 58-ю окремою мотопіхотною бригадою імені гетьмана Івана Виговського.
З початком повномасштабного вторгнення РФ в Україну бойовий медик Олександр Білан разом із побратимами боронив Чернігівщину. Надавав медичну допомогу, на його рахунку не одне врятоване життя.
Військове звання: головний сержант.

## Особисте життя
Дружина Людмила (в шлюбі з 2004 року), є батьки, дітей не мав.

## Загибель
Загинув під час виконання бойового завдання 23 березня 2022 року на Чернігівщині, в районі села Бакланова Муравійка.
Похований на кладовищі Шаповалівський шлях у м. Конотоп, Сумської області.

## Нагороди, вшанування пам'яті,
- Відзнака «Почесний громадянин Конотопа» (06.12.2023, посмертно).
- Орден «За мужність» III ступеня (19 січня 2024, посмертно).
- У Конотопському ліцеї № 1, де навчався Олександр, відкрито символічний Пантеон у пам'ять про колишніх учнів, які загинули у російсько-українській війні.